# Rotala
Rotala es un género con 101 especies de plantas acuáticas de la familia Lythraceae. Se trata de hierbas anfibias o acuáticas, algunas de las cuales son plantadas en los acuarios. 

## Especies seleccionadas
- Rotala alata
- Rotala andamanensis
- Rotala apetala
- Rotala indica
- Rotala macranda
- Rotala ramosior
- Rotala rotundifolia
- Rotala wallichii

## Sinonimia
- Hospiarpuria, Quartinia, Rhyacophila[1]